# Neoconger tuberculatus
Neoconger tuberculatus är en fiskart som först beskrevs av Castle, 1965.  Neoconger tuberculatus ingår i släktet Neoconger och familjen Moringuidae. Inga underarter finns listade i Catalogue of Life.